# Daniel Källenfors
Roland Adam Daniel Källenfors, född 12 maj 1972 i Hammarby församling i Stockholms län, är en svensk moderat politiker och kommunalråd som sedan augusti 2018 är kommunstyrelsens ordförande i Lidingö kommun. Källenfors inledde sin karriär i Moderaterna som medlem i Moderata ungdomsförbundet på tidigt 90-tal och satt bland annat som ordförande för Moderat skolungdom i Stockholms län när Fredrik Reinfeldt var distriktsordförande för Moderata ungdomsförbundet i Stockholm.
Åren 1992–1996 utbildade sig Daniel Källenfors till civilekonom vid Stockholms universitet och började sedan arbeta på Skanska. Under de nästkommande 22 åren arbetade han i flera olika roller inom bank- och finanssektorn.
Daniel Källenfors efterträdde Anna Rheyneuclaudes Kihlman som kommunstyrelsens ordförande i Lidingö kommun. Källenfors har i samhällsdebatten förespråkat sin syn på kommunal effektivitet och har kritiserat det kommunala utjämningssystemet.
Som ledare för Moderaterna drev Källenfors tillsammans med SD, KD och Lidingöpartiet 2024 genom en ny integrationspolicy för Lidingö kommun. Enligt Källenfors var syftet att kommunen skulle tydliggöra vilka krav som ställdes på nyanlända gällande svenska värderingar, språk och arbete. Policyn kritiserades av oppositionen som menade att den syftade till en assimilering av nyanlända, snarare än integration. Policyn fick även kritik för att nyanlända som inte följde den riskerade att få förmåner och rättigheter indragna.